# Thriller (노래)
〈Thriller〉는 미국의 가수 마이클 잭슨이 녹음한 노래이다. 1983년 11월 영국에서 에픽 레코드에 의해 싱글로 발매되었고, 1984년 1월 23일 미국에서 잭슨의 여섯 번째 정규 음반의 일곱 번째이자 마지막 싱글로 발매되었다. 〈Thriller〉는 디스코와 펑크를 혼합한 것이다. 이 곡은 퀸시 존스가 프로듀싱하고 로드 템퍼턴이 작사, 작곡했는데, 그는 잭슨의 영화에 대한 사랑에 맞게 연극적인 노래를 쓰길 원했다. 음악과 가사는 천둥, 발소리, 바람과 같은 음향 효과로 공포 영화를 떠올리게 한다. 호러 배우 빈센트 프라이스가 연기하는 구어 시퀀스로 막을 내린다.
〈Thriller〉는 긍정적인 평가를 받았고 빌보드 핫 100에서 4위를 차지하며 일곱 번째 톱 10 싱글이 되었다. 이 곡은 벨기에, 프랑스, 스페인뿐만 아니라 많은 다른 나라에서도 상위 10위 안에 들었다. 〈Thriller〉는 미국 음반 산업 협회로부터 7배 프래티넘 인증을 받았다. 2009년 잭슨이 사망한 그 주에, 이 곡은 빌보드 핫 디지털 트랙 차트에서 167,000장의 판매고를 올리며 잭슨의 미국 베스트셀러 곡이었다. 빌보드 핫 디지털 싱글 차트 2위에 올랐고, 3주 연속 10위권 안에 머물렀다.
〈Thriller〉는 그래미 어워드를 수상했다. 이 곡은 종종 팝 문화 현상과 할로윈 국가로 인용된다. 이 음반은 잭슨의 가장 히트한 음반 몇 장에 수록되어 있으며 수많은 아티스트들에 의해 커버되었다. 〈Thriller〉 뮤직 비디오는 존 랜디스가 감독을 맡았고 1983년 12월 2일 MTV에서 초연되었다. 이 비디오에서 잭슨은 좀비가 되어 언데드 무리들과 춤을 춘다. 좀비 댄스, 잭슨의 붉은 재킷 등 대중문화에 영향을 미친 영상의 많은 요소들이 있으며, 이는 국립영화등기부에 등재된 첫 번째 뮤직 비디오였다. 이 동영상은 다양한 출판물과 독자들의 여론조사에서 역대 최고의 비디오로 선정되었다.

## 작곡
《Thriller》는 1979년 잭슨의 음반 《Off the Wall》에 참여했던 영국의 작곡가 로드 템퍼턴이 작곡했다. 템퍼턴은 잭슨의 영화 사랑에 맞게 연극적인 것을 쓰고 싶어했다. 그는 베이스와 드럼 패턴으로 즉흥적으로 연주해 곡을 관통하는 베이스라인을 발전시킨 뒤 클라이맥스로 이어지는 화음 진행을 썼다. 그는 " 긴장감을 고조시키기 위해 곡 전체에 탄력 있는 밴드를 늘이는 것처럼 만들고 또 만들고 싶었다"고 회상했다.

## 발매
〈Thriller〉는 이 음반에서 발매된 마지막 싱글이다. 에픽 레코드의 경영자인 월터 예트니코프는 "괴물에 관한 싱글 음반을 원하는 사람이 누구냐?"고 말하면서, 이 음반은 당초 발매 예정이 아니었다. 1983년 중반에 이르러, 《Thriller》의 판매는 감소하기 시작했다. 잭슨은 자신의 판매실적에 대해 "집착"하고 있는 음반사 임원인 월터 예트니코프와 래리 스텔에게 음반을 차트 1위에 올려놓을 계획을 세우는 데 도움을 줄 것을 촉구했다. 잭슨의 매니저인 프랭크 디레오가 새로운 뮤직 비디오로 뒷받침되는 〈Thriller〉를 발매할 것을 제안했다.

## 뮤직 비디오
〈Thriller〉의 뮤직 비디오는 수많은 공포 영화를 언급하고 있으며, 잭슨은 언데드 무리와 함께 댄스 루틴을 공연하고 있다. 호러 감독 존 랜디스가 감독을 맡았고 랜디스와 잭슨이 각본을 썼다. 잭슨은 런던에서 자신의 영화 《런던의 늑대 인간》를 본 후 랜디스와 연락을 취했다. 이 두 사람은 이전 뮤직 비디오보다 훨씬 더 많은 예산이 들어간 13분짜리 단편 영화를 구상했다. 잭슨의 음반사는 《Thriller》가 최고조에 달했다고 믿고 자금 지원을 거절했다. 그래서 제작 다큐멘터리인 《마이클 잭슨의 스릴러 만들기》가 제작되어 텔레비전 방송사로부터 자금 지원을 받았다.
《마이클 잭슨의 스릴러》 영화는 1983년 12월 2일 MTV에서 초연되었다. 그것은 큰 기대를 받으며 시작되었고 MTV에서 정기적으로 방영되었다. 이 비디오는 《Thriller》의 판매량을 두 배로 늘렸고, VHS에서 100만 장 이상이 팔려 당시 가장 많이 팔린 비디오 테이프가 되었다. 뮤직 비디오가 진지한 예술 형태로 탈바꿈하고, 대중 오락의 인종적 장벽을 허물고, 다큐멘터리 형식을 대중화시킨 공로를 인정받고 있다.
랜디스의 아내 데보라 나둘만이 디자인한 좀비 댄스와 잭슨의 레드 재킷과 같은 많은 요소들이 대중문화에 지속적인 영향을 끼쳤다. 전세계 팬들은 좀비 춤을 재연하고 유튜브에서 여전히 인기가 있다. 미국 의회도서관은 이것을 "역사상 가장 유명한 뮤직 비디오"라고 표현했다. 2009년, 이 뮤직 비디오는 "문화적, 역사적, 미적으로" 중요한 것으로 미국 국립영화등기부에 등재된 첫 번째 뮤직 비디오가 되었다.

## 곡 목록
| 7인치 싱글 1. "Thriller" (Edit) – 3:42 2. "Things I Do for You" (Live) – 3:31 12인치 싱글 1. "Thriller" – 5:57 2. "Thriller" (Instrumental) – 5:57 12인치 맥시 1. "Thriller" – 5:57 2. "Thriller" (Remixed Short Version) – 4:05 3. "Things I Do for You" (Live) – 3:31 | 미니 CD 싱글 1. "Thriller" - 4:08 2. "Human Nature" - 3:47 CD 싱글 1. "Thriller" (Remixed Short Version) – 4:08 2. "Can't Get Outta the Rain" – 4:09 |

## 인증
| 국가                                                                                         | 인증        | 판매량/출하량 |
| -------------------------------------------------------------------------------------------- | ----------- | ------------- |
| 오스트레일리아 (ARIA)                                                                        | 4× 플래티넘 | 280,000       |
| 덴마크 (IFPI Danmark)                                                                        | 골드        | 45,000        |
| 프랑스 (SNEP)                                                                                | 플래티넘    | 975,000       |
| 이탈리아 (FIMI)                                                                              | 플래티넘    | 30,000*       |
| 일본 (RIAJ) digital 2004-2009                                                                | 플래티넘    | 250,000*      |
| 멕시코 (AMPROFON)                                                                            | 플래티넘    | 60,000*       |
| 스페인 (PROMUSICAE)                                                                          | 2× 플래티넘 | 100,000^      |
| 영국 (BPI) digital 2004-2018                                                                 | 플래티넘    | 600,000       |
| 영국 (BPI) physical                                                                          | 실버        | 250,000^      |
| 미국 (RIAA) digital                                                                          | 6× 플래티넘 | 6,000,000     |
| 미국 (RIAA) Mastertone                                                                       | 골드        | 500,000^      |
| 미국 (RIAA) physical                                                                         | 플래티넘    | 1,000,000^    |
| *판매량을 기반으로 한 인증 · ^출하량을 기반으로 한 인증 · 판매량+스트리밍을 기반으로 한 인증 |             |               |